# Charles, Conte de Angoulême
Charles d'Orléans, Conte de Angoulême (franceză Charles d'Orléans, Comte d'Angoulême) (1459 – 1 ianuarie 1496), a fost fiul lui Jean, Conte de Angoulême și al Marguerite de Rohan, și a fost conte de Angoulême în perioada 1467-1496. Charles a fost membru al familiei Orléans, descendent din Louis I de Valois, Duce de Orléans, care a fost fiul regelui Carol al V-lea al Franței.

## Biografie
La 16 februarie 1488 s-a căsătorit cu Louise de Savoia, fiica lui Filip fără Țară și a Margaretei de Bourbon. Mireasa avea 11 ani iar mirele 29. Cuplul a avut doi copii:
- Marguerite d'Angoulême (11 aprilie 1492 – 21 decembrie 1549)[3]
- François d'Angoulême (12 septembrie 1494 – 31 martie 1547), care a devenit rege al Franței sub numele de Francis I.[4]

Charles a avut, de asemenea, trei fiice nelegitime.

A avut două fiice nelegitime cu metresa sa, Antoinette de Polignac, Dame de Combronde, care era doamnă de onoare a soției sale:
- Jeanne d'Angoulême (c. 1490 – după 1531/1538),[4] căsătorită prima dtă cu Jean Aubin, Seigneur de Malicorne, și a doua oară cu Jean IV de Longwy, Baron de Pagny, cu care a avut trei fiice. Cea mai mică, Jacqueline de Longwy (d. 28 august 1561),  s-a măritat cu Louis al III-lea de Bourbon, Duce de Montpensier.
- Madeleine d'Angoulême,[4] stareță de Fontevrault (d. 26 octombrie 1543)

A avut o fiică nelegitimă cu metresa sa, Jeanne Le Conte:
- Souveraine d'Angoulême (d. 23 februarie 1551),[4] căsătrită cu Michel III de Gaillard, Seigneur de Chilly. În 1534 s-a căsătorit cu ambasadorul francez Louis de Perreau, Sieur de Castillon.